# Eberhard Nöller
Eberhard Nöller (* 25. November 1911 in Gummersbach; † 2003) war ein deutscher Ministerialbeamter.

## Leben
Nöller studierte an der Eberhard-Karls-Universität Rechtswissenschaft. 1930 wurde er im Corps Franconia Tübingen recipiert. Als Verwaltungsjurist und Ministerialbeamter war er 1938–1945 im Reichswirtschaftsministerium. Im Heer nahm er ab 1939 mit dem Überfall auf Polen durchgehend am Zweiten Weltkrieg teil. Nach Kriegsende geriet er in Gefangenschaft, aus der er 1946 entlassen wurde. 1948/49 war er beim Bezirkswirtschaftsamt Köln, 1949 beim Regierungspräsidium Köln. 1949 kam er in das Bundesministerium für Angelegenheiten des Marshallplanes. Ab 1951 war er für ERP-Sondervermögen, Rechts-, Kabinetts- und Parlamentssachen zuständig. 1952–1964 leitete er im (Bonner) Bundespräsidialamt Referate für Gesetzgebung, rechtliche Grundsatzfragen, Gnadensachen, Wiedergutmachung, Entschädigung und ab 1960 auch für Personalien. 1964 wechselte er für 10 Jahre in das Bundesministerium der Verteidigung. In der Abteilung VR (Verwaltung und Recht) leitete er als Ministerialdirigent bis 1972 die Unterabteilung I (Zentrale Aufgaben, besondere Verwaltungsaufgaben und Militärseelsorge), dann in der Abteilung S (Sozialabteilung) die Unterabteilung II (Soziale Sicherung der Soldaten, Beamten und Arbeitnehmer). Zuletzt war er ab 1974 noch für zwei Jahre Präsident des Bundeswehrverwaltungsamtes. Seit 1931 war er Mitglied des Bonner THV. Von 1957 bis 1981 war 1. Vorsitzender des Vereins. Von 1969 bis 1989 war er Vizepräsident des Deutschen Hockey-Bundes.

## Werke
- Der Bonner Tennis- und Hockey-Verein – Seine Geschichte von 1903 bis 1999. Bonn 1999.

## Ehrungen
- Paul-Reinberg.Plakette des Deutschen Hockey-Bundes (1989)[3]